# Bahnhof Suzaka
Der Bahnhof Suzaka (須坂駅 Suzaka-eki) ist ein Bahnhof auf der japanischen Insel Honshū, betrieben von der Nagano Dentetsu. Er befindet sich in der Präfektur Nagano auf dem Gebiet der Stadt Suzaka und ist der betriebliche Mittelpunkt der Bahngesellschaft.

## Verbindungen
Suzaka ist ein Durchgangsbahnhof und früherer Trennungsbahnhof an der Nagaden Nagano-Linie der Bahngesellschaft Nagano Dentetsu. Zwischen den Bahnhöfen Nagano und Shinshū-Nakano fahren stündlich je nach Tageszeit zwei oder drei Nahverkehrszüge, wobei einzelne von ihnen bereits in Suzaka wenden. Aufgrund technischer Einschränkungen beim Rollmaterial gibt es keine durchgehenden Nahverkehrszüge von Nagano nach Yudanaka, sodass in Shinshū-Nakano zwingend umgestiegen werden muss. Mehrmals täglich fahren zuschlagspflichtige Eilzüge, die umsteigefrei Nagano mit Yudanuka verbinden. Hinzu kommen je nach Saison Ausflugszüge für Touristen, die einem bestimmten Thema gewidmet sind. Auf dem Bahnhofsvorplatz befinden sich mehrere Bushaltestellen, die von zehn Linien des städtischen Verkehrsbetriebs und der Gesellschaft Nagaden Bus bedient werden.

## Anlage
Der Bahnhof steht westlich des Zentrums von Suzaka im Stadtteil Banbachō und ist von Lagerhäusern, Gewerbebetrieben und der Justizvollzugsanstalt der Präfektur Nagano umgeben. Die von Südwesten nach Nordosten ausgerichtete Anlage umfasst zehn Gleise, von denen fünf dem Personenverkehr dienen. Diese liegen an zwei teilweise überdachten Mittelbahnsteigen und am Hausbahnsteig. Fünf weitere Gleise dienen dem Abstellen von Zügen. Eine gedeckte Fußgängerbrücke stellt die Verbindung zwischen den Bahnsteigen und dem zweiten Stockwerk des Empfangsgebäudes an der Ostseite her. Aufzüge ermöglichen einen barrierefreien Zugang. Eine weitere Brücke überquert etwas südlich davon die gesamte Anlage, ist aber nicht mit den Bahnsteigen verbunden. Am südwestlichen Ende der Anlage steht eine kleine Einstellhalle, am nordöstlichen Ende ist das Hauptdepot der Nagano Dentetsu mit der Betriebsleitzentrale zu finden.
Im Fiskaljahr 2019 nutzten täglich durchschnittlich 2944 Fahrgäste den Bahnhof.

## Gleise
| 1/2 | ▉ Nagaden Nagano-Linie | Nagano                                     |
| 3/4 | ▉ Nagaden Nagano-Linie | Shinshū-Nakano • Yudanaka                  |
| 5   | ▉ Nagaden Nagano-Linie | (temporärer Bahnsteig bei Veranstaltungen) |

## Bilder

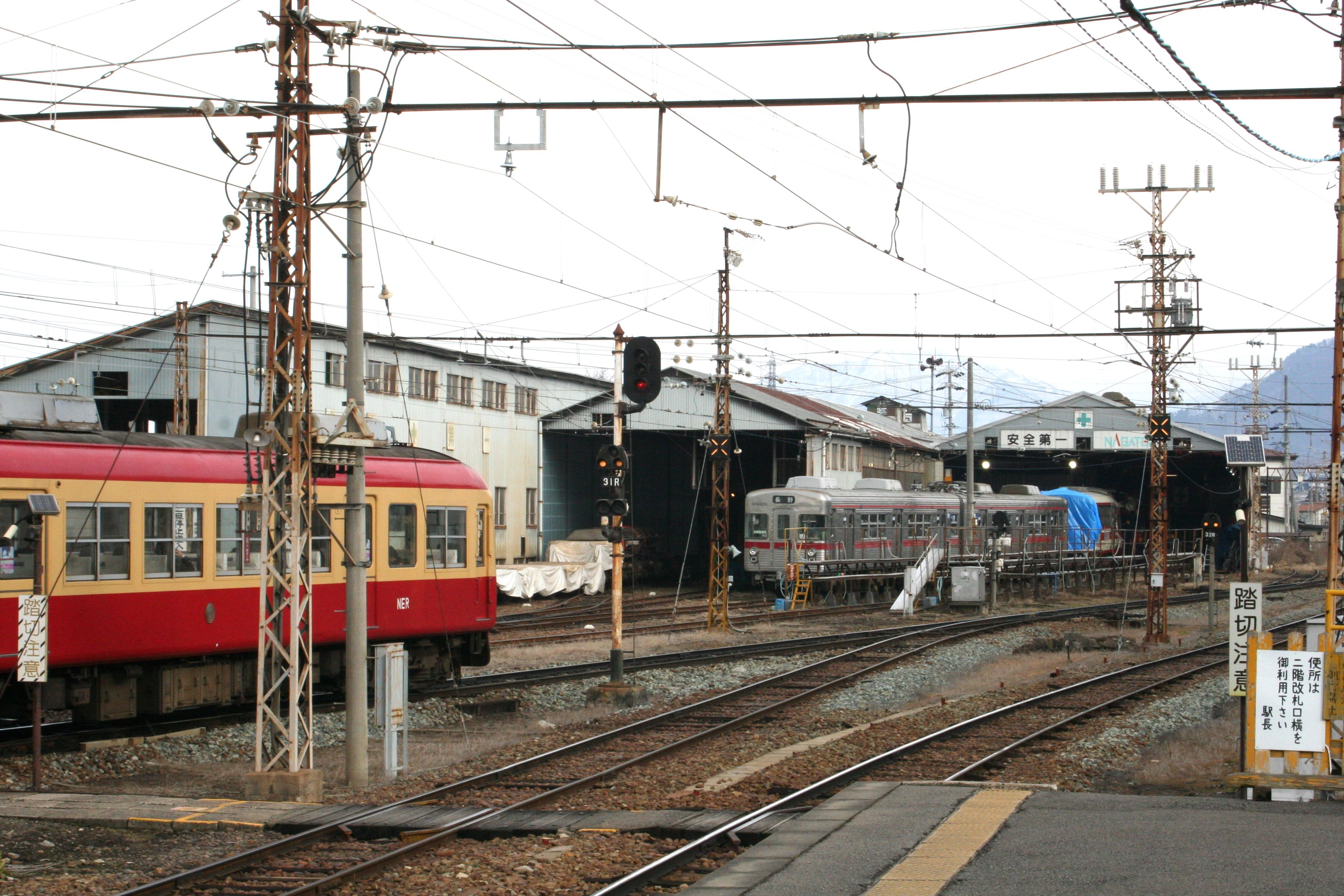
Ansicht des Depots
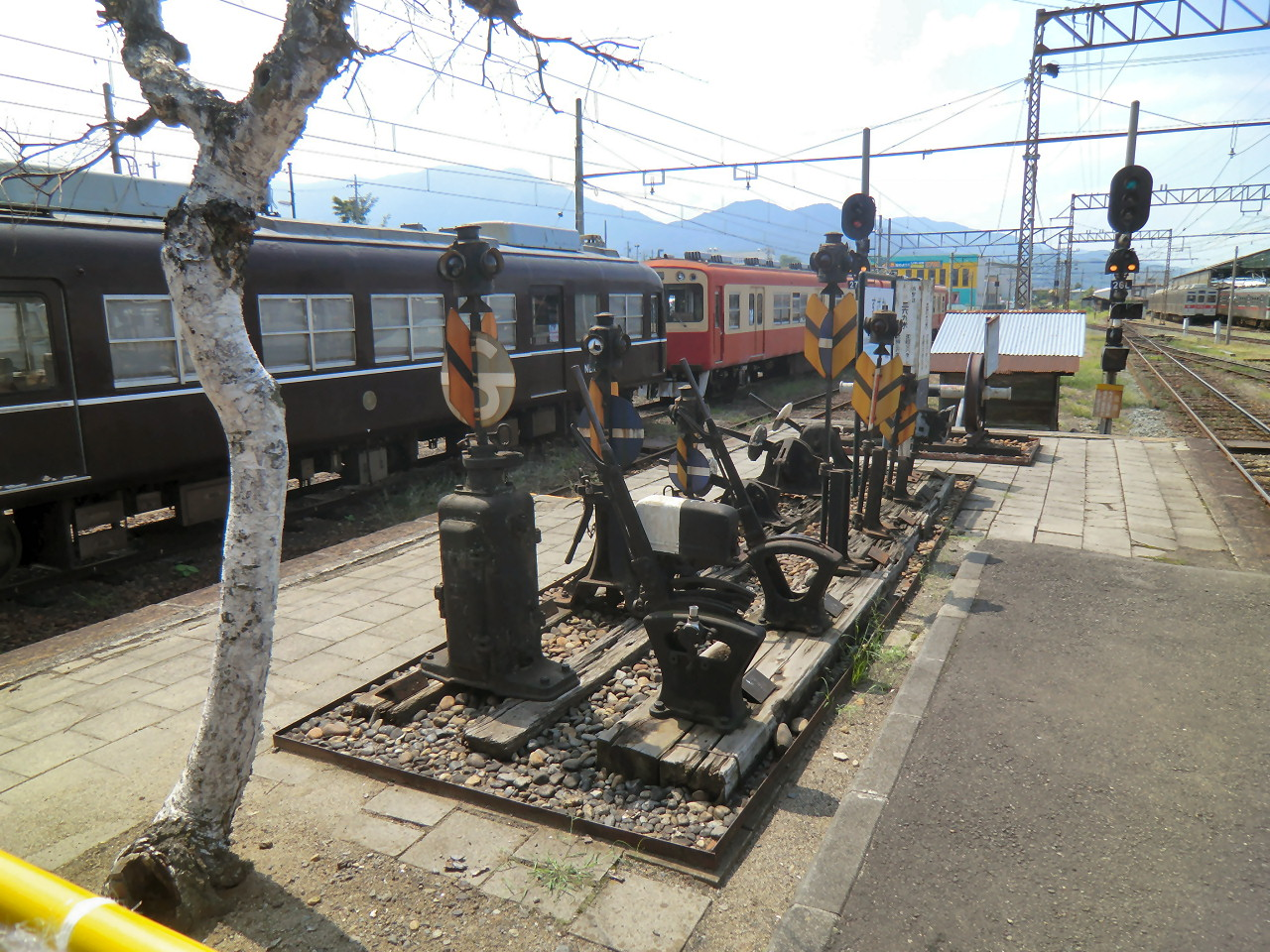
Ausgestellte Drehmaschine am Bahnsteigende
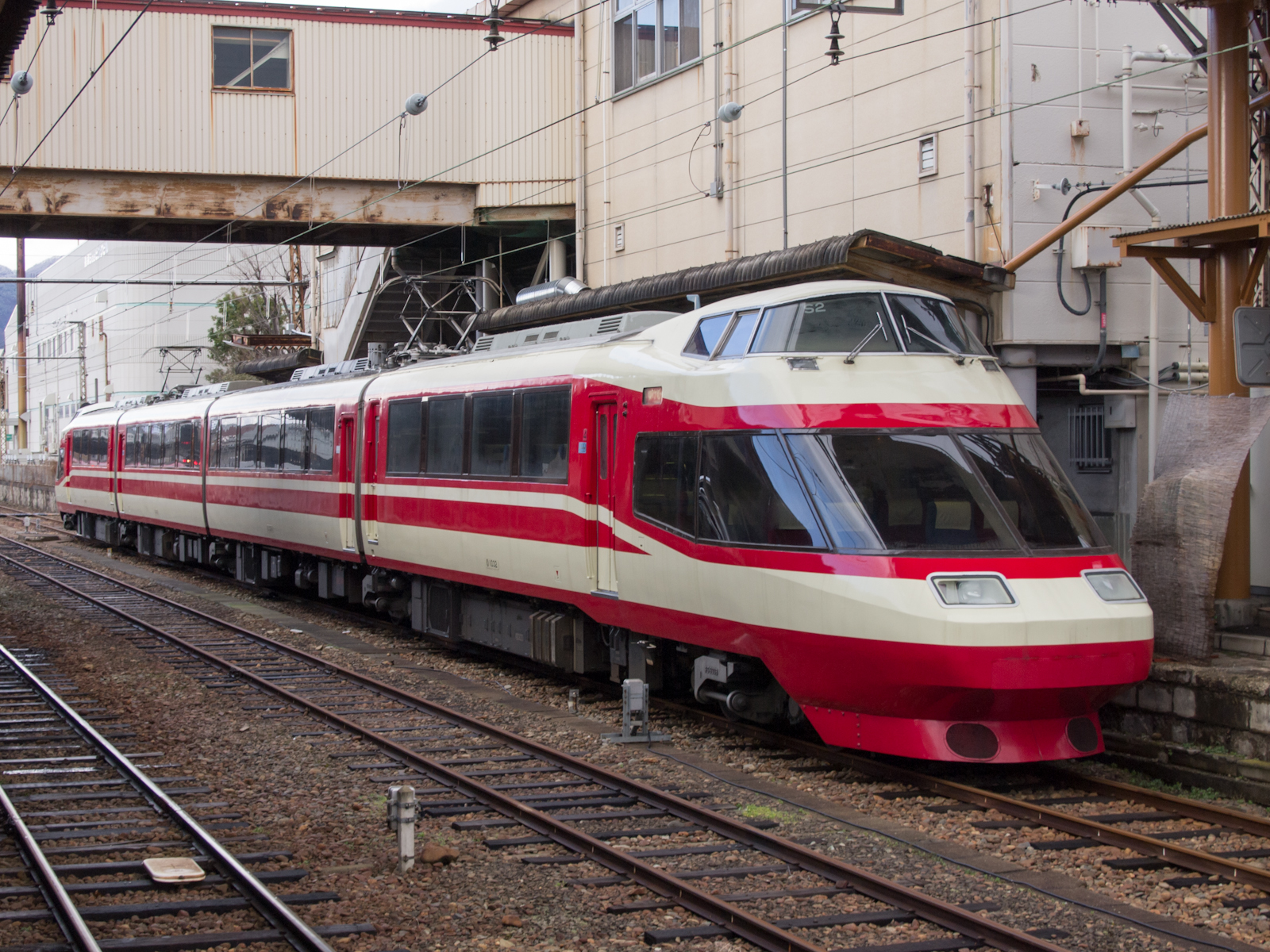
Einfahrender Panorama-Eilzug
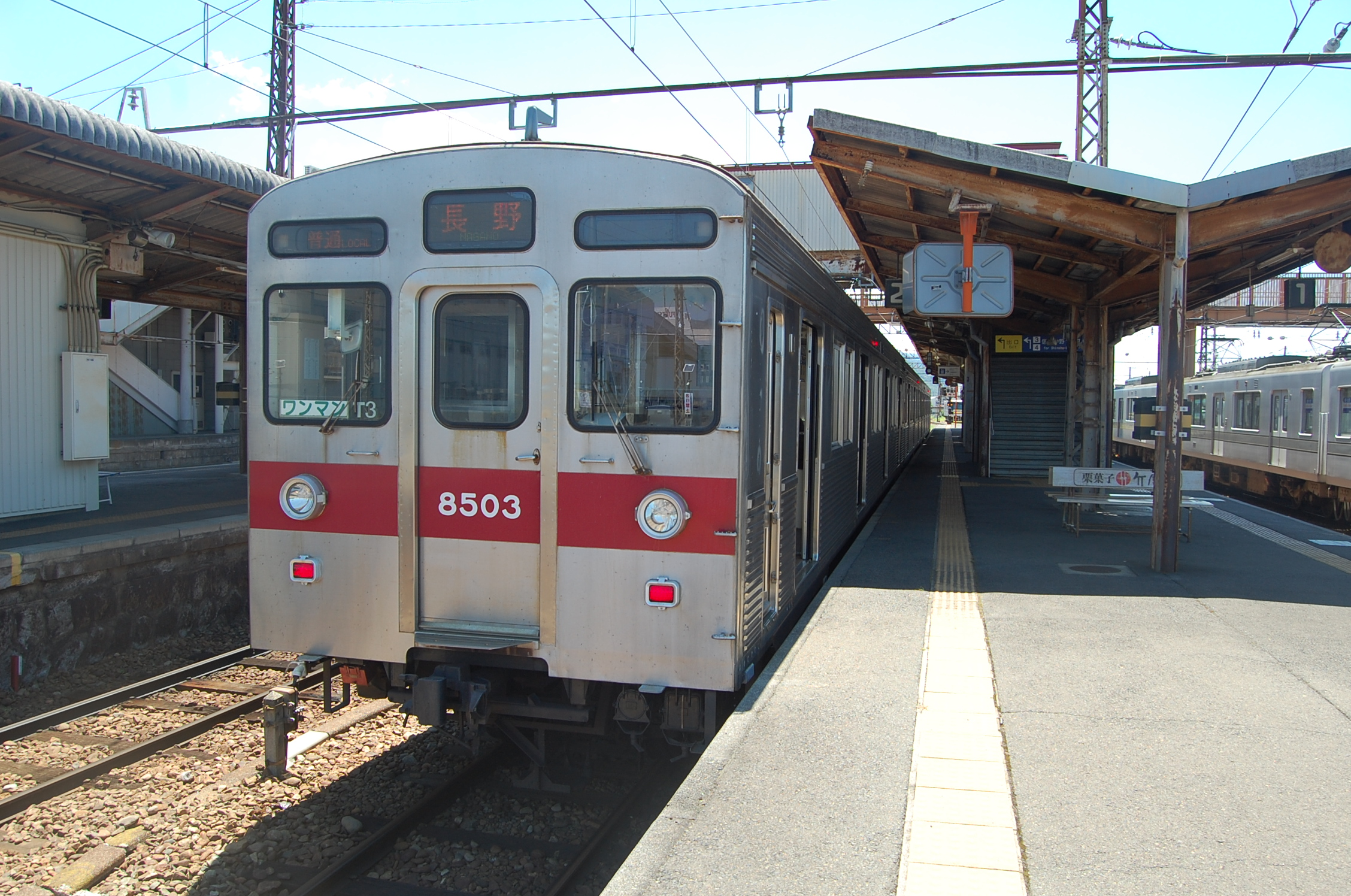
Nahverkehrszug am Bahnsteig
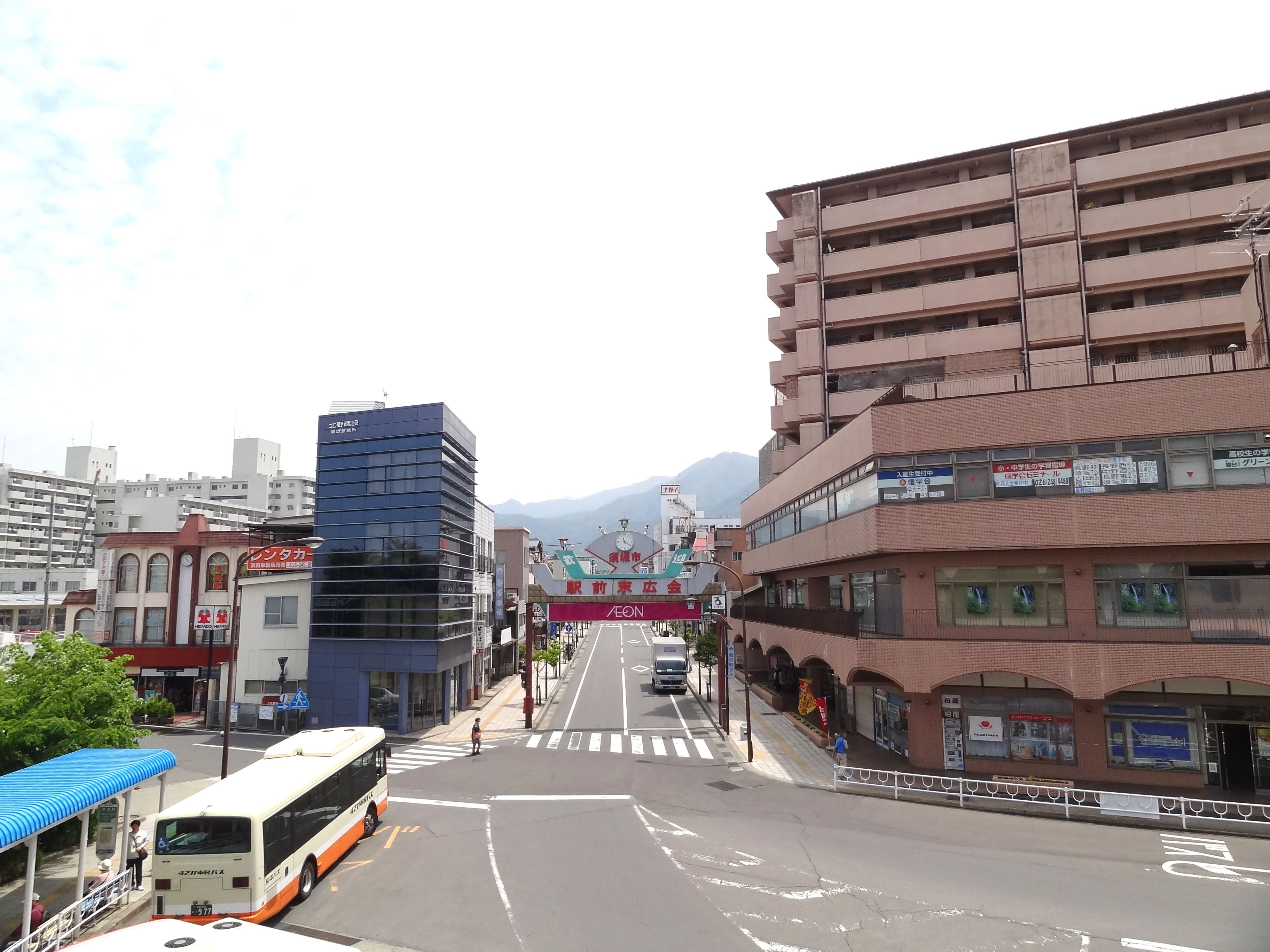
Bahnhof Suzaka

## Linien
| Verlauf der Nagaden Nagano-Linie |
| --- |
| Nagano • Shiyakusho-mae • Gondō • Zenkōjishita • Hongō • Kirihara • Shinano-Yoshida • Asahi • Fuzokuchūgakkō-mae • Yanagihara • Murayama • Hino • Suzaka • Kita-Suzaka • Obuse • Tsusumi • Sakurazawa • Entoku • Shinshū-Nakano • Nakano-Matsukawa • Shinano-Takehara • Yomase • Kamijō • Yudanaka |

## Geschichte
Die Bahngesellschaft Katō Tetsudō eröffnete den Bahnhof am 10. Juni 1922, zusammen mit dem von Yashiro bis hierhin führenden Abschnitt der damaligen Katō-Linie (ab 2002 als Yashiro-Linie bezeichnet). Neun Monate lang war hier Endstation, bis zur Inbetriebnahme des daran anschließenden Teilstücks nach Shinshū-Nakano am 26. März 1923. Die Nagano Denki Tetsudō wiederum nahm am 28. Juni 1926 den Abschnitt zwischen Suzuka und Gondō in Betrieb (1928 nach Nagano verlängert). Am 30. September desselben Jahres fusionierten beide Unternehmen zur Nagano Dentetsu (kurz Nagaden).
Nach fünf Jahrzehnten Betrieb baute die Nagaden den Bahnhof vollständig um. Der Neubau des Empfangsgebäudes war am 17. Dezember 1975 abgeschlossen. Aus Rationalisierungsgründen stellte die Nagaden am 1. April 1979 den Güterverkehr ein und ab 1. April 1980 erfolgte die Einführung des Betriebsleitsystems CTC, was die Fernsteuerung aller Anlagen der Nagaden von Suzaka aus ermöglichte. Die Strecke nach Yashiro wurde am 1. April 2012 stillgelegt und durch eine Buslinie ersetzt; seither ist Suzaka wieder ein Zwischenbahnhof.